# La Cirera (Malla)
La Cirera és una masia de Malla (Osona) inclosa a l'Inventari del Patrimoni Arquitectònic de Catalunya.

## Descripció
Estructura rectangular coberta a doble vessant i amb portalada semicircular. El cos central està rodejat per altres estructures de caràcter secundari, destinades al bestiar, formant un pati a l'entrada que s'obre a l'exterior mitjançant una porta quadrada coberta amb una petita teulada a doble vessant.
El paller té estructura de planta quadrada coberta a doble vessant i de parets de tàpia, amb una única obertura en forma d'arc de mig punt. Les estructures interiors són de fusta. Correspon amb la primera època de construcció de la masia.

## Història
Originàriament la masia era formada pel cos principal, que passarà a ser la masoveria al afegir un cos amb porxos al primer pis, segona residència dels propietaris de la masia).
Com la majoria d'aquestes masies, conserva l'estructura arquitectònica dels segles xvii i XVIII.
Evidentment la casa ha sofert modificacions durant el segle xx, sobre tot de funcionalitat agrícola i ramadera.